# Théâtre du Taur, Concert 1975
Albums de Magma
Les Voix de Magma
(1992) Concert Bobino 1981
(1995)
Théâtre du Taur, Concert 1975 est un album live du groupe de rock progressif français Magma. Bien qu'enregistré en 1975, il n'est paru qu'en 1994 sur le label Seventh Records (réf. AKT IV).
Ce concert a été enregistré le 24 septembre 1975 au Théâtre du Taur de Toulouse, soit trois mois après Live / Hhaï. La formation est presque la même, à l'exception du remplacement de Jean-Pol Asseline par Patrick Gauthier aux claviers.

## Liste des titres
1. Köhntarkösz - (32:29)
2. Hhaï - (11:19)
3. Kobaïa - (11:48)
4. Mekanïk Destruktïẁ Kommandöh - (38:16)

## Musiciens
- Christian Vander - vocaux, piano, batterie
- Stella Vander - vocaux
- Klaus Blasquiz - vocaux
- Didier Lockwood - violon
- Gabriel Federow - guitare
- Bernard Paganotti - basse
- Benoît Widemann - claviers
- Patrick Gauthier - claviers